# Блакитний грот (Капрі)
Блакитний грот (італ. Grotta Azzurra — «блакитний грот») — грот на північному березі острова Капрі в Італії.
Довжина грота становить 56 м, ширина — 30 метрів, висота склепіння над рівнем моря — 15, а висота входу — приблизно 1,3 метри. У грота є єдиний вхід з боку моря, і потрапити до нього можна тільки на човні. Через низький вхід у штормову погоду ввійти до грота неможливо. Дно затоплене морем, завдяки чому світло, що проникає до грота, надає воді та всій печері красивого блакитного кольору.
Красу грота описав відомий німецький поет, драматург і живописець Август Копіш, після чого грот став однією з найпопулярніших пам'яток серед туристів на Капрі і фактично емблемою острова. Грот був відомий ще в римські часи, про що свідчать знайдені у ньому римські статуї.